# Lepidodexia rufitibia
Lepidodexia rufitibia är en tvåvingeart som först beskrevs av Wulp 1895.  Lepidodexia rufitibia ingår i släktet Lepidodexia och familjen köttflugor. Inga underarter finns listade i Catalogue of Life.